# Парло, Миккель
Миккель Парло (дат. Mikkel Parlo; 3 мая 1990, Копенгаген) — датский боец смешанного стиля, выступает на профессиональном уровне с 2010 года, в средней и полутяжёлой весовых категориях. Известен по участию в турнирах престижной американской организации Bellator, финалист гран-при девятого сезона.

## Биография
Миккель Парло родился 3 мая 1990 года в Копенгагене. В 2009 году начал принимать участие в боях по смешанным правилам, год спустя дебютировал среди профессионалов, при этом первое время все бои проводил в Дании, в местных промоушенах Fighter Gala и Royal Arena (стал чемпионом Royal Arena в средней весовой категории).
К лету 2012 года имел в послужном списке восемь побед среди профессионалов без единого поражения, при этом большинство из побед — досрочные нокаутами. Благодаря череде удачных выступлений получил приглашение принять участие в турнирах престижной американской организации Bellator.
Должен был дебютировать в Bellator в начале октября в поединке с Али Мокдадом, но по неизвестным причинам организаторы отменили этот бой, и в итоге Парло впервые вышел в клетку в Америке двумя неделями позже, нокаутировав в первом же раунде Джареда Комбса. В 2013 году участвовал в восьмом сезоне гран-при средневесов, но уже в четвертьфинале единогласным решением судей потерпел поражение от российского самбиста Султана Алиева, в результате чего выбыл из дальнейшей борьбы за право бросить вызов чемпиону организации.
В девятом сезоне предпринял ещё одну попытку выиграть гран-при, и на сей раз успешно прошёл четвертьфинальную стадию, судейским решением взяв верх над американцем Брайаном Роджерсом. В полуфинале таким же единогласным судейским решением одолел ещё одного американца Джейсона Бутчера. В решающем финальном поединке встретился с очередным представителем США Бреннаном Уордом, контролировал ход первого раунда, но во втором пропустил несколько сильных ударов и проиграл техническим нокаутом.
Несмотря на поражения, в 2014 году Парло продолжил выступать в Bellator, в частности, единогласным решением судей одержал победу над американцем Джонни Сиснеросом.

## Статистика в профессиональном ММА
| Результат | Рекорд | Соперник           | Способ                            | Турнир                              | Дата            | Раунд | Время | Место             | Примечание |
| --------- | ------ | ------------------ | --------------------------------- | ----------------------------------- | --------------- | ----- | ----- | ----------------- | ---------- |
| Победа    | 12-2   | Джонни Сиснерос    | Решение судей (единогласное)      | Bellator 115                        | 4 апреля 2014   | 3     | 5:00  | Рино, США         |            |
| Поражение | 11-2   | Бреннан Уорд       | Технический нокаут (удары руками) | Bellator 107 (финал)                | 8 ноября 2013   | 2     | 1:39  | Такервилл, США    |            |
| Победа    | 11-1   | Джейсон Бутчер     | Решение судей (единогласное)      | Bellator 102 (полуфинал)            | 4 октября 2013  | 3     | 5:00  | Висейлия, США     |            |
| Победа    | 10-1   | Брайан Роджерс     | Решение судей (единогласное)      | Bellator 98 (четвертьфинал)         | 7 сентября 2013 | 3     | 5:00  | Шарлотт, США      |            |
| Поражение | 9-1    | Султан Алиев       | Решение судей (единогласное)      | Bellator 89 (четвертьфинал)         | 14 февраля 2013 | 3     | 5:00  | Шарлотт, США      |            |
| Победа    | 9-0    | Джаред Комбс       | Нокаут (удары руками)             | Bellator 78                         | 26 октября 2012 | 1     | 3:51  | Дейтон, США       |            |
| Победа    | 8-0    | Симон Карлсен      | Нокаут (удары руками)             | Royal Arena 2 (чемпионский бой)     | 31 августа 2012 | 2     | 1:28  | Копенгаген, Дания |            |
| Победа    | 7-0    | Мартин Тондрик     | Технический нокаут (удары)        | Royal Arena 1                       | 10 марта 2012   | 1     | 2:06  | Брённбю, Дания    |            |
| Победа    | 6-0    | Грегор Херб        | Решение судей (единогласное)      | Cage Fight Live 2                   | 19 ноября 2011  | 3     | 5:00  | Хернинг, Дания    |            |
| Победа    | 5-0    | Дэн Эдвардс        | Нокаут (удар рукой)               | Fighter Gala 20: Locked & Loaded    | 2 апреля 2011   | 1     | 0:12  | Копенгаген, Дания |            |
| Победа    | 4-0    | Винсан дель Гуэрра | «Треугольник» руками              | Fighter Gala 18: No Fear            | 12 февраля 2011 | 1     | 3:54  | Оденсе, Дания     |            |
| Победа    | 3-0    | Мартин Лавин       | Технический нокаут (удары руками) | Fighter Gala 16: Bad Boys           | 2 октября 2010  | 3     | 3:13  | Хельсингёр, Дания |            |
| Победа    | 2-0    | Йозеф Краль        | Технический нокаут (удары руками) | Fighter Gala 13: Raw                | 17 апреля 2010  | 2     | 3:00  | Копенгаген, Дания |            |
| Победа    | 1-0    | Виллем Петерс      | Технический нокаут (удары руками) | Fighter Gala 12: Night of Champions | 6 февраля 2010  | 1     | 2:40  | Оденсе, Дания     |            |